# O Gud, du klara, rena låga
O Gud, du klara, rena låga är en kristen psalm skriven av Frälsningsarméns grundare William Booth år 1894. Svensk text är skriven av John Appelberg år 1895. Bearbetning av den svenska texten gjordes av Karin Hartman år 1985. Musiken är skriven av Frederick Booth-Tucker år 1882. Sången publicerades för första gången i The War Cry (engelska Stridsropet) 14 april 1894 och första gången på svenska i Stridsropet 16 februari 1895.

## Publicerad i
- Musik till Frälsningsarméns sångbok 1907 som nr 117.
- Fridstoner 1926 som nr 105 under rubriken "Frälsnings- och helgelsesånger".
- Frälsningsarméns sångbok 1929 som nr 176 under rubriken "Helgelse - Bön om helgelse och Andens kraft".
- Frälsningsarméns sångbok 1968 som nr 206 under rubriken "Helgelse".
- Psalmer och Sånger 1987 som nr 527 under rubriken "Kyrkoåret - Pingst"[2]
- Segertoner 1988 som nr 381 under rubriken "Fader, son och ande - Anden, vår hjälpare och tröst".[1]
- Frälsningsarméns sångbok 1990 som nr 436 under rubriken "Helgelse".
- Sångboken 1998 som nr 94.